# Latin Trade

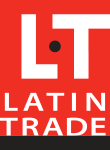
Logotipo da Latin Trade

Latin Trade é uma revista mensal com cobertura do mundo dos negócios na América Latina e Caribe. Com reportagens no estilo Exame e IstoÉ Dinheiro, a revista foi fundada em 1993 e publica 40.000 exemplares por mês em português, espanhol e inglês. Cerca de 90% da circulação da revista está na América Latina e uma terça parte no Brasil. A publicação conquistou 21 prêmios editoriais nos últimos cinco anos.
Em 2004, a empresa responsável pela Latin Trade lançou o LT Elite—publicada em português e espanhol—para oferecer cobertura sobre finanças pessoais, viagens e temas ligados ao estilo de vida de pessoas de alta renda.
O Grupo LT também organiza mesas redondas com executivos em São Paulo, Miami, Cidade do México e Buenos Aires, além de promover um dos eventos de maior prestígio nas Américas. Com tradição de 13 anos, o Prêmio Bravo LT presta homenagem às lideranças políticas, empresariais e do setor social por suas contribuições ao progresso da América Latina e Caribe.

## Ligações Internas
Revista Revistas de informação geral